# 吳兆南
吳兆南（1926年1月14日—2018年10月14日），本名照南，字宗炎，生於北京，臺灣相聲演員，師承侯寶林，也是蒙古烤肉的發明人。「兆南」原是演出京劇時水牌誤寫，後成藝名。

## 生平
吳兆南幼年成長於北京胡同裡，自小愛聽說書，小學就讀北京育英小學。十三歲時瞞著家人拜侯海林為師學習京劇。因崇拜章太炎先生，為此字號「宗炎」。父親吳翰墀為北平市銀行總經理，曾禁止他學京戲；但吳翰墀事務繁忙，故亦無法嚴禁。畢業於北平中國大學經濟系。
1949年，吳兆南頂空軍眷屬呂憲民之名隨國軍遷往臺灣，在臺灣以「吳宗炎」登記戶口。
1951年，在台北市螢橋旁烤肉營生，獨創一種用各種醬汁調味的烤肉，本想取名「北京烤肉」，但「北京」聽起來像匪諜用語，叫「北平」也不適合，因此改取名「蒙古烤肉」。「巴比Q」也是吳兆南取的。同年也在台北魔術和說評書，同年7月27日至8月26日之間某一日受京劇名伶馬繼良之邀，在「樂園遊樂場」首次說相聲，從此開始專攻相聲。當時吳兆南的搭檔有魏龍豪、陳逸安，三人在相聲的無譜時期共同構思台詞，整理出《口吐蓮花》、《誇講究》、《黃鶴樓》等作品。
吴兆南还客串拍电影上银幕。1952年，明星李丽华主演故事片《一只凤凰一只鸡》，吴兆南在片中反串媒婆。1974年，于占元主演《师傅出马》，吴兆南饰大徒弟。
由於吳兆南、魏龍豪彼此默契甚佳，其共同演出的相聲廣受好評，兩人搭檔合作四十多年。兩人所錄製的首張相聲片，發行於1968年。其後又有《相聲集錦》、《相聲選粹》、《相聲補軼》等相聲唱片作品。在合作期間，兩人透過廣播電台表演相聲，因為聽眾看不見演員形貌，因此吳兆南等人首創了在表演開始前先說「上台鞠躬」開場，表演結束時說「鞠躬下台」的手法，但實際上兩人沒有鞠躬。這個句子常被誤用，例如加入「一」變成「上台一鞠躬」，或次序顛倒變成「下台鞠躬」。
民國五十幾年，吳兆南為生活應邀赴香港唱京戲，唱的是中共建政後的新戲「望江亭」。雖有朋友事前警告「唱了那個戲，就回不來啦」，吳兆南仍自認不是個「角色」，就算唱了敏感戲碼，也應該無所謂。吳兆南回台灣立刻被台灣警備總司令部盯梢兩個月，「思想左傾」的陰霾一直揮之不去。1969年，吳兆南計畫帶隊赴美國公演，卻出不了團；十幾位朋友幫忙拉關係、聯名作保，才抹去他頭上的赤色分子印記，讓他首度踏上舊金山。
1973年，吳兆南舉家遷往美國，仍從事相聲演出，更在美國獲得「亞洲最傑出藝人金獎」、「終生藝術成就獎」等殊榮。而在國內獲得薪傳獎、金鼎獎之殊榮，即是顯例。
在個人深造與藝術傳承上，1982年吳兆南拜相聲大師侯寶林為師（本次為第二次拜師；首次因侯寶林顧忌拜師為四舊儀式，恐遭他人舉報而拒絕，並非不願收吳兆南為徒），以求深造。
1999年3月7日，魏龍豪因攝護腺癌病逝，吳兆南表示「我如一葉孤舟、失弓之箭」以表達無人能再與其搭檔表演的酸苦。1999年起，吳兆南先後收江南、侯冠群、郎祖筠、劉增鍇、 劉爾金以及樊光耀等為弟子。2001年，吳兆南領弟子創辦吳兆南相聲劇藝社，繼續在海內外推廣相聲藝術。2003年，逢吳兆南八十大壽，吳兆南率眾弟子演出《吳室聲蜚》，再次引起轟動。
2011年，行政院文化建設委員會公布民國100年度人間國寶名單，共有7項8人獲選，吳兆南在相聲類獲選。吳兆南凌晨接到電話通知時，想到可以共享殊榮的妻子不在了，想著想著就哭了出來。天亮之後，他馬上趕到妻子的墓園，向她報告這個喜訊。他說：「年輕時說相聲是為了活著，爾後活著是為了說相聲。」但在魏龍豪身故之後，台灣就無與吳兆南同等輩分或年紀相當的相聲演員，使得吳兆南有許多段子無法演出。
2018年10月14日，吳兆南因多重器官衰竭於美國洛杉磯當地時間14日凌晨1時30分在聖馬迪斯寓所辭世，享耆壽92歲。逝後葬於洛杉磯，獲中華民國政府獲頒褒揚令，表揚其一生對相聲的貢獻。褒揚令稱其「奇技雅藝，人間國寶。」

## 作品
- 1971年 《相聲集錦》第一至八集
- 1992年 《相聲選粹》第一至八集
- 1998年 《相聲補軼》第一至八集
- 《相聲拾穗》第一至十二集

### 書籍
- 百丑圖
- 吳兆南之皕丑圖

## 獲獎
| 年份   | 獲提名 | 獎項                                 | 結果 |
| ------ | ------ | ------------------------------------ | ---- |
|        | 吳兆南 | 薪傳獎                               | 獲獎 |
|        | 吳兆南 | 金鼎獎                               | 獲獎 |
|        | 吳兆南 | 人間國寶                             | 獲獎 |
| 2009年 | 吳兆南 | 第20屆傳統暨藝術音樂金曲獎特別貢獻獎 | 獲獎 |
|        | 吳兆南 | 美國林肯藝術中心終身成就獎           | 獲獎 |

## 外部連結
- 吳兆南相聲劇藝社（页面存档备份，存于）- KKBOX
- 吳兆南+魏龍豪（页面存档备份，存于）- KKBOX

| 从师   | 辈分 | 收徒                                         |
| 侯宝林 | 文   | 江南、侯冠群、郎祖筠、劉增鍇、劉爾金、樊光耀 |